# Rainer Sellien

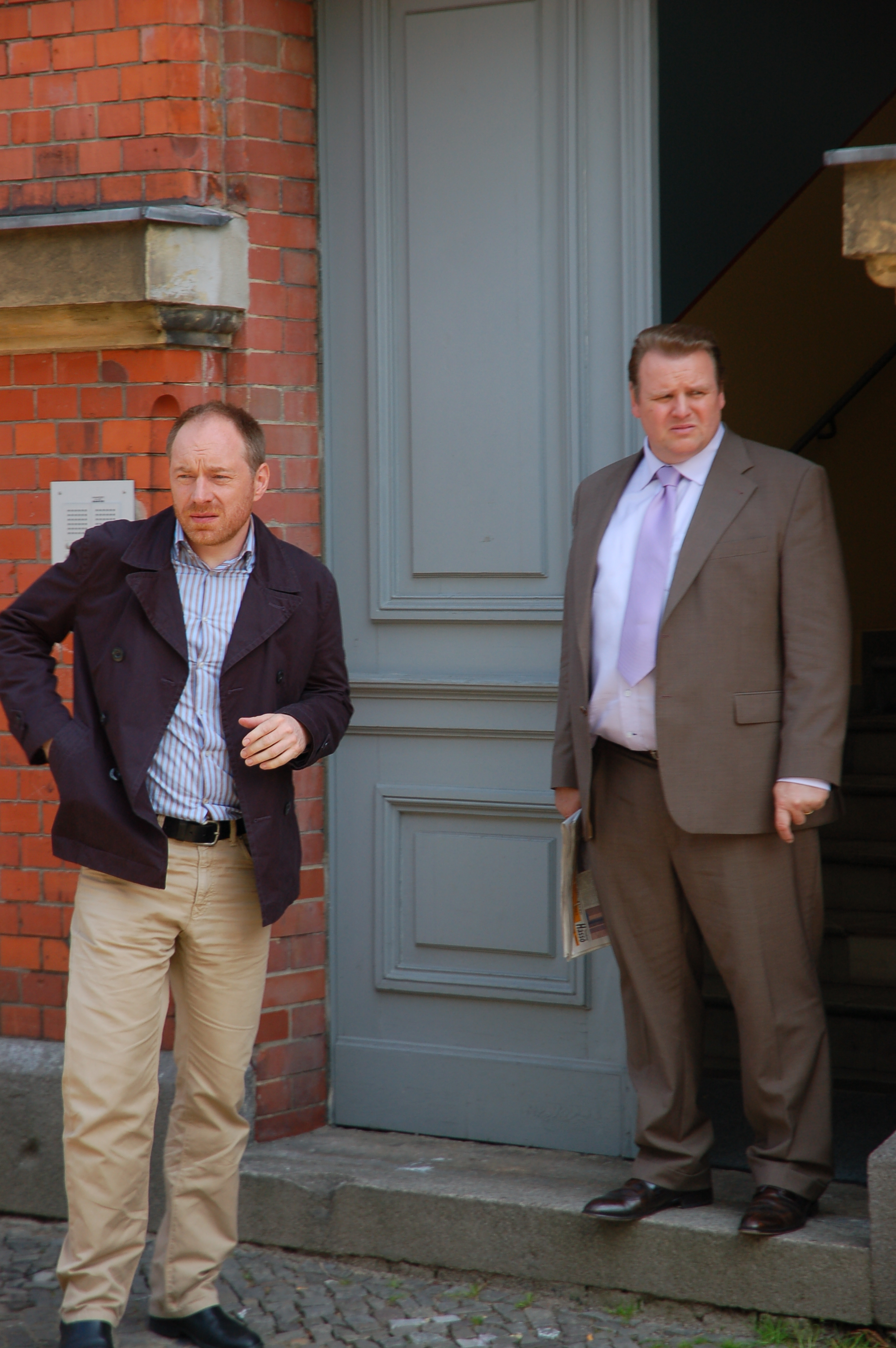
Rainer Sellien (links) 2009 mit Felix Vörtler bei Dreharbeiten zur ZDF-Serie Flemming

Rainer Sellien (* 6. November 1963 in Celle) ist ein deutscher Schauspieler.

## Leben
Sellien absolvierte seine Ausbildung von 1987 bis 1990 an der Westfälischen Schauspielschule Bochum und war im folgenden Jahrzehnt überwiegend als Theaterschauspieler an renommierten deutschsprachigen Bühnen tätig. Bis 1995 war er am Schauspielhaus Bochum engagiert, 1995/1996 am Deutschen Nationaltheater Weimar und anschließend am Berliner Ensemble. 1998 spielte er am Deutschen Theater Berlin und 1999 am Schauspielhaus Zürich. Er arbeitete u. a. mit den Regisseuren Jürgen Gosch und Frank-Patrick Steckel. Von 2000 bis 2002 war er Mitglied der freien Theatergruppe Lubricat in Berlin.
Ab dem Jahr 2000 begann Sellien, vermehrt für Film und Fernsehen zu arbeiten. So war er 2001 in Kai Wessels viel beachtetem Fernsehfilm Hat er Arbeit? zu sehen. Sellien erhielt wiederholt Hauptrollen, so in Michael Verhoevens Bloch-Folge Vergeben, nicht vergessen oder 2014 als Kaiser Wilhelm II. im BBC-Dokudrama 37 Days. In internationalen Kinoproduktionen wie Der Vorleser, Unknown Identity und zuletzt All the Money in the World war er in Nebenrollen zu sehen.
Im Februar 2021 war Sellien Teil der Initiative #ActOut im SZ-Magazin, zusammen mit 184 anderen lesbischen, schwulen, bisexuellen, queeren, intergeschlechtlichen und transgender Personen aus dem Bereich der darstellenden Künste.
Rainer Sellien ist Mitglied der Deutschen Filmakademie. Er lebt in Berlin.

## Filmografie (Auswahl)

### Kino
- 1994: Hölderlin-Comics
- 2000: Drei Chinesen mit dem Kontrabass
- 2001: Der Tunnel
- 2002: Junimond
- 2003: Lichter
- 2003: Scardanelli
- 2005: Im Schwitzkasten
- 2006: Brinkmanns Zorn
- 2007: Am Ende kommen Touristen
- 2007: Meine schöne Bescherung
- 2008: Der Vorleser (The Reader)
- 2011: Lollipop Monster
- 2010: Es war einer von uns
- 2011: Unknown Identity (Unknown)
- 2011: Unter Nachbarn
- 2017: LOMO – The Language of Many Others
- 2018: Alles Geld der Welt (All the Money in the World)

### Fernsehen
- 1997: Hostile Waters – Fahrwasser des Todes
- 2000: Hat er Arbeit?
- 2002: Das Duo: Tod am Strand (Fernsehreihe)
- 2002: Der Ermittler (Fernsehserie. Folge Mädchenmord)
- 2002: Tatort: Heiße Grüße aus Prag (Fernsehreihe)
- 2003–2004: Die Rettungsflieger (Fernsehserie, 17 Folgen)
- 2004: Hunger auf Leben
- 2004: Bella Block: Die Freiheit der Wölfe (Fernsehreihe)
- 2004: Delphinsommer
- 2004: Donna Leon – Sanft entschlafen (Fernsehreihe)
- 2005: Tatort: Scheherazade
- 2006: Die Familienanwältin (Fernsehserie, Folge Evas Kinder)
- 2006: Polizeiruf 110: Traumtod (Fernsehreihe)
- 2006–2017: Großstadtrevier (Fernsehserie, verschiedene Rollen, 4 Folgen)
- 2007: Pfarrer Braun: Braun unter Verdacht (Fernsehreihe)
- 2007: GSG 9 – Ihr Einsatz ist ihr Leben (Fernsehserie, Folge Außer Kontrolle)
- 2007: Hilfe! Hochzeit! – Die schlimmste Woche meines Lebens (Fernsehserie, 3 Folgen)
- 2007: GG 19 – Deutschland in 19 Artikeln (Episode Artikel 6)
- 2007: Kommissar Stolberg (Fernsehserie, Folge, Die letzte Vorstellung)
- 2007–2020: Notruf Hafenkante (Fernsehserie, verschiedene Rollen, 4 Folgen)
- 2008: Bloch: Vergeben, nicht vergessen (Fernsehreihe)
- 2008: Im Namen des Gesetzes (Fernsehserie, Folge Herzlos)
- 2008: Tatort: Salzleiche
- 2008, 2014: Ein Fall für zwei (Fernsehserie, verschiedene Rollen, 2 Folgen)
- 2008–2020: SOKO Wismar (Fernsehserie, verschiedene Rollen, 3 Folgen)
- 2009: Killerjagd. Töte mich, wenn du kannst
- 2009: Der Mann aus der Pfalz
- 2009: Stubbe – Von Fall zu Fall: Sonnenwende (Fernsehreihe)
- 2009: Flemming (Fernsehserie, 5 Folgen)
- 2009: In aller Freundschaft (Fernsehserie, Folge 438: Unruhige Zeiten)
- 2010: KDD – Kriminaldauerdienst (Fernsehserie, 3 Folgen)
- 2010: Der letzte Bulle (Fernsehserie, Folge: Bei Kuscheln Mord)
- 2010–2025: SOKO Leipzig (Fernsehserie, verschiedene Rollen, 7 Folgen)
- 2011, 2015: SOKO Stuttgart (Fernsehserie, verschiedene Rollen, 2 Folgen)
- 2011, 2018: SOKO Köln (Fernsehserie, verschiedene Rollen, 2 Folgen)
- 2012: Liebe am Fjord – Abschied von Hannah (Fernsehreihe)
- 2012: Der Kriminalist (Fernsehserie, Folge Lebenslänglich)
- 2013: Tatort: Machtlos
- 2013: VERBRECHEN nach Ferdinand von Schirach (Fernsehserie, Folge Grün)
- 2014: 37 Days (Fernsehdreiteiler)
- seit 2014: Der Usedom-Krimi (Fernsehreihe) → siehe Folgen
- 2015: Blindgänger
- 2015: Der Pfarrer und das Mädchen
- 2015: Donna Leon – Tierische Profite
- 2015: Wer Wind sät – Ein Taunuskrimi (Fernsehreihe)
- 2015: Weinberg (Fernsehserie, 6 Folgen)
- 2016: Letzte Spur Berlin (Fernsehserie, Folge Arbeitswut)
- 2016: Gefangen im Paradies
- 2017: Marie Brand und das ewige Wettrennen (Fernsehreihe)
- 2017: Sense 8 (Fernsehserie, Folge: Isolated Above, Connected Below)
- 2017: Wilsberg: Alle Jahre wieder (Fernsehreihe)
- 2018: Macht euch keine Sorgen!
- 2018: Billy Kuckuck – Margot muss bleiben!
- 2018: Die Heiland – Wir sind Anwalt (Fernsehserie, Folge Wenn du mich liebst)
- 2018: Outlander (US-Fernsehserie, Folge: America the Beautiful)
- 2018: Inga Lindström: Die Braut vom Götakanal (Fernsehreihe)
- 2019: Gloria, die schönste Kuh meiner Schwester
- 2019: Nord bei Nordwest – Frau Irmler (Fernsehreihe)
- 2019: Die Informantin – Der Fall Lissabon
- 2019: SOKO Potsdam (Fernsehserie, Folge Selbstmordbaum)
- 2020: Deutschland 89 (Fernsehserie, 3 Folgen)
- 2021: Legal Affairs
- 2023: Tatort: Aus dem Dunkel
- 2024: Tatort: Stille Nacht

## Hörspiele
- 1998: Volker Braun: Der Staub von Brandenburg – Regie: Joachim Staritz (DLF/SFB)
- 1999: Isaak Babel: Die Reiterarmee (Sidorov) – Regie: Joachim Staritz (MDR/DLR)
- 2021: Noam Brusilovsky/Ofer Waldmann: Adolf Eichmann: Ein Hörprozess – Regie: Noam Brusilovsky (RBB/DLF)
- 2023: Noam Brusilovsky: Exzess, eine TechnoOper – Regie: Noam Brusilovsky (RBB Kultur/DLF)